# Geschur
Geschur (oder Geshur oder Geshuri oder Gešur, Gessur; hebräisch גְּשׁוּר, gəšûr, gē′shər, gĕsh′yōōrī, gĕshyōō′rī) ist ein in der hebräischen Bibel mehrfach erwähntes Gebiet oder ein (Stadt-)Staat nordöstlich des Sees Genezareth. In der Eisenzeit (10. bis 8. Jahrhundert v. Chr.) war Geschur ein aramäisches Fürstentum, das Beziehungen zum Hof von König David pflegte. Im 8. Jahrhundert v. Chr. verlor Geschur durch Einfluss des Nordreiches Israel den aramäischen Charakter.

## Biblische Überlieferung
Die Bibel berichtet in zwei unabhängigen Überlieferungen von Geschur:
2 Sam 3,3  und 1 Chr 3,2  berichten von Absalom, dem Sohn der Prinzessin Maacha aus Geschur und König David. Nachdem Absalom seinen Bruder Amnon ermordet hatte, floh er aus Furcht vor seinem Vater David nach Geschur und blieb dort drei Jahre (2 Sam 13,30–39 ), bis Joab, der Heerführer und Neffe König Davids, ihn aus Geschur nach Jerusalem zurückholte (2 Sam 14,23 , 2 Sam 14,32 ). Dieser Bericht informiert darüber, dass Geschur um das Jahr 1000 v. Chr. ein Königreich war, wobei offenbleibt, ob Talmai, der Vater der Prinzessin Maacha, König eines Stadtstaates oder eines größeren Königreiches war. Über die Lage von Geschur wird nicht direkt berichtet, aber in 1 Chr 2,23  und 2 Sam 15,8  wird Geschur in Beziehung gebracht zum Land der Aramäer.
Die zweite Überlieferung (Deut 3,14  und Jos 12,5 ) ermöglicht die Lokalisierung von Geschur auf den Golanhöhen, indem die Nachbarschaft von Geschur im Norden mit dem Hermon-Gebirge, im Süden mit dem biblischen Land Gilead und im Osten mit dem amoritischen Land Baschan beschrieben wird.
Im Buch Josua werden die Einwohner von Geschur, die Geschuriter, in Verbindung mit den benachbarten Völkern mehrmals erwähnt (Jos 13,11 , Jos 13,13 ).

## Lage

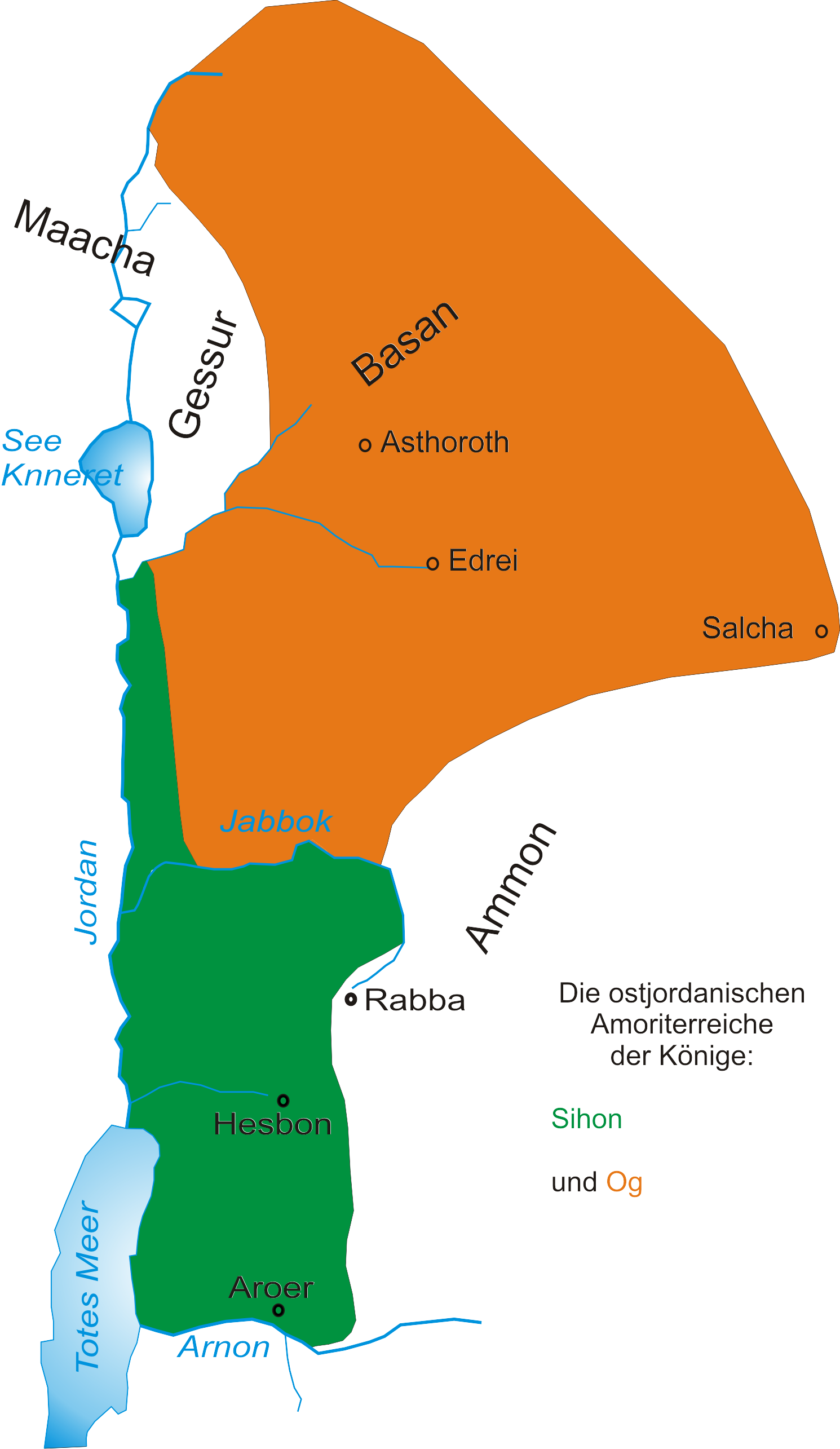
Ungefähre Lage von Geschur (Gessur) östlich des Jordans zwischen dem Amoriterreich Baschan (Basan) und dem aramäischen Aram Maacha

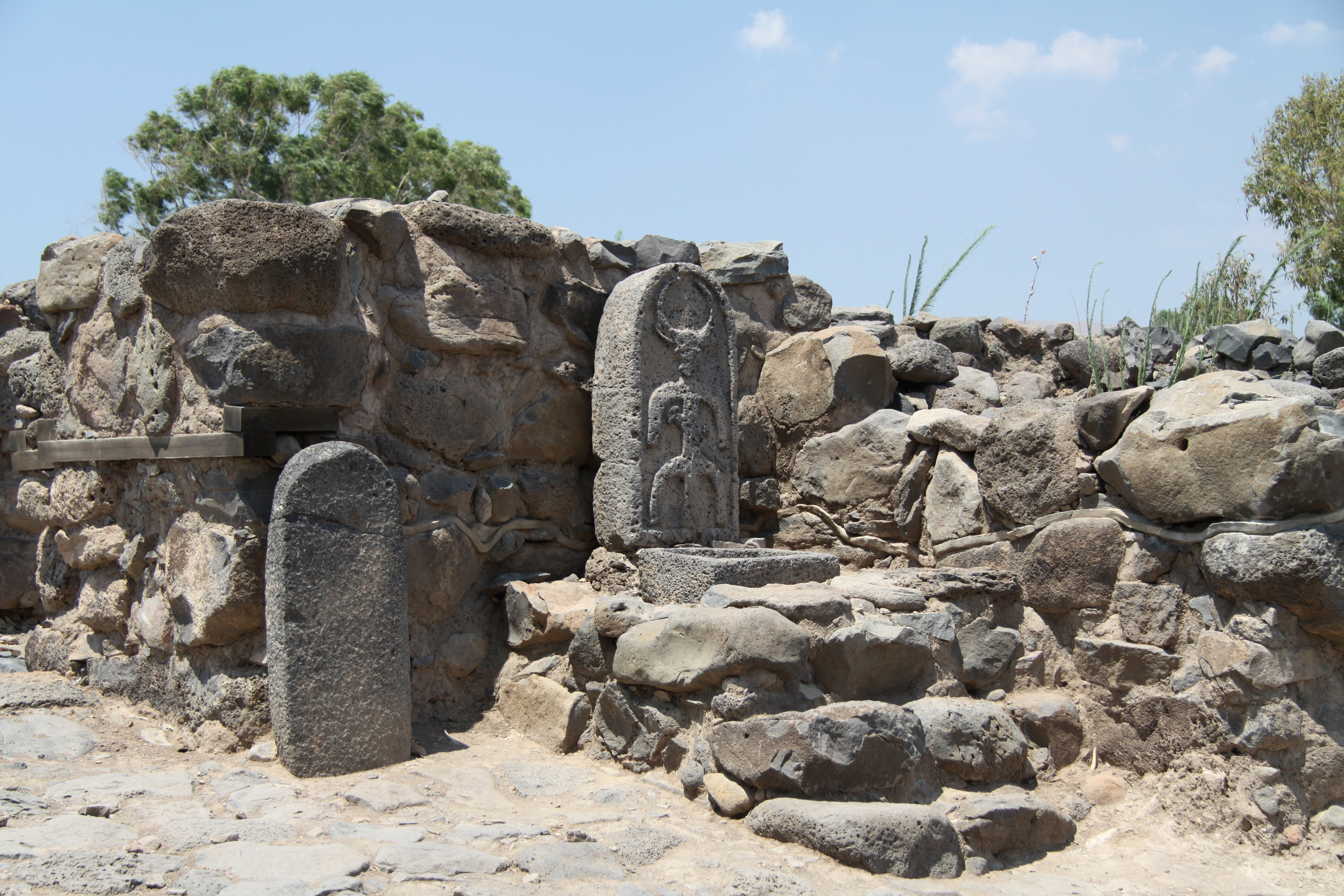
Bethsaida: Stadttor mit Stele vermutlich für den phönizisch-aramäischen Gott Hadad (Gott)

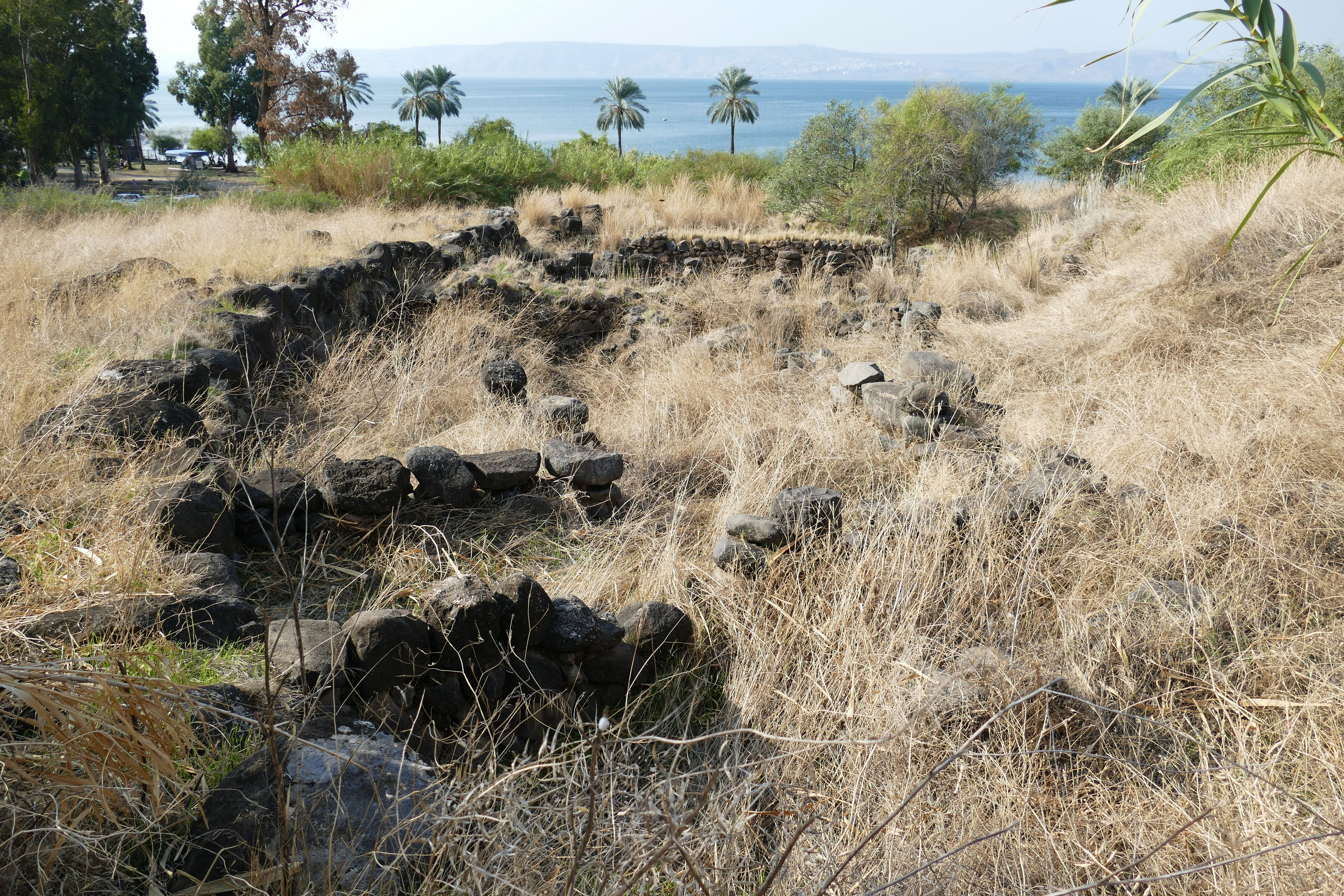
Tel Hadar am Ostufer des Sees Genezareth: Mauerreste

Geschur wird nordöstlich des Sees Genezareth im Bereich der Golanhöhen, südlich des Hermon, nördlich des Flusses Jarmuk, östlich des Jordan und westlich von Baschan lokalisiert, wo Bethsaida am Nordufer des Sees Genezareth als Hauptstadt vermutet wird. Die Landschaft Hauran wird mit Geschur in Verbindung gebracht. Das Gebiet von Aram Geschur lag, wie das benachbarte Aram Maacha, innerhalb des israelitischen Siedlungsgebietes (Jos 13,13 ). Außerhalb der Bibel sind keine schriftlichen oder archäologischen Quellen gesichert. Geografische Angaben von Gebietsgrenzen sind sehr unsicher.
Im Jahr 1971 wurde auf dem Golan der Kibbuz Geschur gegründet, benannt nach der biblischen Gegend.

## Geschichte, außerbiblische Quellen, archäologische Ausgrabungen
Zur Geschichte von Geschur gibt es keine sicheren außerbiblischen Quellen. Aber die bekannte Geschichte der benachbarten Staaten und der gesamten Levante lassen in Verbindung mit archäologischen Funden und biblischen Berichten Schlüsse auch auf die Geschichte von Geschur zu. Im Verlauf des 9. Jahrhunderts v. Chr. kam das aramäische Königreich Aram-Geschur zunächst unter die Kontrolle des zunächst von König Hasaël geführten aramäischen Reiches Aram-Damaskus, bevor es im 8. Jahrhundert v. Chr. unter den Einfluss des Nordreiches Israel geriet.
Insbesondere zwei in akkadischer Sprache verfasste Texten wurden als außerbiblische Textquellen für Geschur diskutiert: erstens das Land Garu im Amarna-Brief Brief 256 aus dem 14. Jahrhundert v. Chr. und eine Inschrift des assyrischen Königs Salmanassar datiert 838 v. Chr. Beide Texte werden jedoch nicht als sichere außerbiblische Quellen für Geschur akzeptiert.
Im Golan im Norden Israels gibt es verschiedene archäologische Fundstellen, die mit aramäischen Inschriften Hinweise auf das Königreich Geschur geben: et-Tell (20 ha), Kinneret (10 ha), Tel ‛En Gev (7 ha), Tel Hadar (2,5 ha), Tel Soreg (0,2 ha), Tel Dover und andere (Flächenangaben nach).

### et-Tell
Der laut Neuem Testament als Herkunftsort mehrerer Jünger Jesu bedeutende Ort Bethsaida wurde etwa 1000 v. Chr. gegründet. Aufgrund seiner Größe, unter anderem einer bis zu 6 Meter starken Stadtmauer und einer Toranlage mit vier Kammern und Toraltar, wird angenommen, dass et-Tell die Hauptstadt des Königreiches Geschur war. Funde belegen, dass et-Tell und damit Geschur kulturell und religiös sehr vielfältig geprägt war durch Phönizier, Ammoniter, Ägypter und Israeliten.

### Kinneret
Obwohl Geshur östlich des Jordan liegt, wird vermutet, dass das am Westufer des Sees Genezareth liegende Kinneret in der frühen Eisenzeit – in die auch die biblischen Berichte über Geschur datiert werden – ebenfalls zum Königreich Geschur gehörte.

### Tel ‘En-Gev und Tel Soreg
Die früheste Besiedlung auf Tel Soreg weist in die Übergangszeit zwischen Früh- und Mittelbronzezeit (2200-2000 v. Chr.), während Tel ‘En-Gev (Chirbet el-‘Āšeq) vermutlich erst in der Mitte des 11. Jahrhunderts v. Chr. gegründet wurde. Beide Ausgrabungsstätten werden als mögliche Orte der Stadt Aphek (אֲפֵק ’ǎfeq) diskutiert, wo nach biblischem Bericht (1 Kön 20,26–30 , 2 Kön 13,17 ) um die Mitte des 9. Jahrhunderts v. Chr. der in Damaskus residierende aramäische König Ben-Hadad II. gegen das Nordreich Israel unter König Ahab Krieg führte und einige Jahrzehnte später Joasch, König von Israel, die Stadt Aphek von König Ben-Hadad III. von Damaskus, Sohn des vorgenannten König Hasaël, zurückeroberte. Auf beiden Siedlungshügeln wurden Festungen aus dem 9. (bzw. evtl. auch 8.) Jahrhundert v. Chr. (Eisenzeit IIA) gefunden, wobei diejenige von Tel ‘En-Gev mit 60 m × 60 m deutlich größer als die von Tel Soreg mit 20 m × 20 m ist. Aufgrund seiner Größe wird Tel ‘En-Gev mit einer Ausdehnung von 250 m × 120 m und einer Gliederung in Ober- und Unterstadt eher als Tel Soreg dem biblischen Aphek zugeordnet. Unter anderem der Fund eines Kruges aus dem 9. Jahrhundert v. Chr. mit einer aramäischen Inschrift, die mit "Mundschenk" übersetzt wird, weist auf die administrative Bedeutung des Ortes 'En Gev hin.
Infolge des Feldzuges des assyrischen Königs Tiglat-Pilesers III. um 733/732 v. Chr. endete zunächst die städtische Besiedlung beider Orte. Aus persischer und hellenistischer Zeit wurden nur einzelne Wohngebäude und Höfe gefunden. In griechisch-römischer Zeit erfolgte die Besiedlung in der nahe gelegenen Stadt Hippos. Heute befinden sich in der Nähe der Ausgrabungsstätten Tel Soreg und Tel ‘En-Gev die Kibbuzim Afik (in Anlehnung an den Namen der biblischen Stadt Aphek) und En Gev.

### Tel Hadar
Bei den Ausgrabungen in den 1980er und 1990er Jahren wurde festgestellt, dass Tel Hadar („herrlicher Hügel“) am Nordostufer des Sees Genezareth eine ähnliche Siedlungsgeschichte wie Kinneret am Nordwestufer hat mit besonders intensiver Besiedlung in der Eisenzeit I (1150 bis 950 v. Chr.) und einem abrupten Ende der städtischen Besiedlung. Es wurden Reste einer Stadt mit Hafen, Verteidigungsanlagen und mehreren Gebäuden innerhalb einer Mauer mit einem Durchmesser von 70 Metern aus der späten Bronzezeit I oder der Eisenzeit I gefunden. Es wird aufgrund der Funde von Lagerhallen vermutet, dass Tel Hadar ein Zentrum für den Getreidehandel war und dieser per Schiff auch über den See Genezareth nach Kinneret erfolgte, da die Landverbindung nach Bethsaida (et-Tell) durch Moore behindert war.

### Tel Dover
Südöstlich des Sees Genezareth nahe dem Fluss Jarmuk und damit nahe der Südgrenze von Geschur befindet sich der Tel Dover, eine kleine eisenzeitliche Siedlung.

### Chispin
Im Jahr 2020 haben Archäologen auf dem Golan eine Festung aus der Königszeit Davids entdeckt. Die Ausgrabung befindet sich in Chispin im Süden des Golans östlich des Sees Genezareth. Es wird vermutet, dass das Königreich Geschur die Festung errichtete, um die Region zu kontrollieren.